# Bela Vista (Moçambique)
Bela Vista é uma vila moçambicana, sede do distrito de Matutuíne (província de Maputo). Encontra-se situada na margem esquerda do rio Maputo.